# جوني غراي
جوني غراي (بالإنجليزية: Johnny Gray) هو منافس ألعاب قوى أمريكي، ولد في 19 يونيو 1960 في لوس أنجلوس في الولايات المتحدة.

## وصلات خارجية
- جوني غراي على موقع الاتحاد الدولي لألعاب القوى (الإنجليزية)
- جوني غراي على موقع الاتحاد الأمريكي لسباقات المضمار والميدان (الإنجليزية)
- جوني غراي على موقع الاتحاد الأمريكي لسباقات المضمار والميدان، قاعة المشاهير (الإنجليزية)
- جوني غراي على موقع اللجنة الأولمبية الدولية (الإنجليزية)
- جوني غراي على موقع أوليمبيديا (الإنجليزية)